# Gage Quinney
Gage Quinney, född 29 juli 1995, är en amerikansk professionell ishockeyforward som är kontrakterad till Vegas Golden Knights i National Hockey League (NHL) och spelar för Chicago Wolves i American Hockey League (AHL). Han har tidigare spelat för Wilkes-Barre/Scranton Penguins i AHL; Wheeling Nailers i ECHL och Prince Albert Raiders, Kelowna Rockets och Kamloops Blazers i Western Hockey League (WHL).
Quinney blev aldrig NHL-draftad.
Han är son till den före detta ishockeyforwarden Ken Quinney, som spelade 59 NHL-matcher mellan 1986 och 1991.

## Statistik
| 2010–2011  | Las Vegas Storm U16            | NAPHL      | 20  | 14 | 10 | 24  | 8  | 4  | 3 | 0  | 3  | 0  |
| 2011–2012  | Phoenix Jr. Coyotes U16        | T1EHL      | 39  | 29 | 16 | 45  | 8  | —  | — | —  | —  | —  |
|            | Phoenix Jr. Coyotes U18        | T1EHL      | 4   | 1  | 1  | 2   | 0  | —  | — | —  | —  | —  |
| 2012–2013  | Las Vegas Storm U18            | T1EHL      | 37  | 24 | 16 | 40  | 27 | —  | — | —  | —  | —  |
|            | Prince Albert Raiders          | WHL        | 1   | 0  | 0  | 0   | 0  | —  | — | —  | —  | —  |
| 2013–2014  | Prince Albert Raiders          | WHL        | 58  | 8  | 8  | 16  | 5  | 4  | 0 | 0  | 0  | 0  |
| 2014–2015  | Prince Albert Raiders          | WHL        | 32  | 6  | 9  | 15  | 2  | —  | — | —  | —  | —  |
|            | Kelowna Rockets                | WHL        | 38  | 10 | 21 | 31  | 4  | 15 | 6 | 7  | 13 | 8  |
| 2015–2016  | Kelowna Rockets                | WHL        | 5   | 2  | 5  | 7   | 2  | —  | — | —  | —  | —  |
|            | Kamloops Blazers               | WHL        | 48  | 27 | 23 | 50  | 22 | 7  | 3 | 6  | 9  | 9  |
| 2016–2017  | Wheeling Nailers               | ECHL       | 45  | 18 | 26 | 44  | 10 | —  | — | —  | —  | —  |
| 2017–2018  | Wilkes-Barre/Scranton Penguins | AHL        | 57  | 14 | 19 | 33  | 18 | 3  | 0 | 0  | 0  | 0  |
| 2018–2019  | Chicago Wolves                 | AHL        | 68  | 19 | 24 | 43  | 17 | 18 | 4 | 5  | 9  | 0  |
| 2019–2020  | Vegas Golden Knights           | NHL        | 1   | 0  | 0  | 0   | 0  | —  | — | —  | —  | —  |
|            | Chicago Wolves                 | AHL        | 42  | 14 | 18 | 32  | 8  | —  | — | —  | —  | —  |
| NHL totalt | NHL totalt                     | NHL totalt | 1   | 0  | 0  | 0   | 0  | —  | — | —  | —  | —  |
| AHL totalt | AHL totalt                     | AHL totalt | 167 | 47 | 61 | 108 | 43 | 21 | 4 | 5  | 9  | 0  |
| WHL totalt | WHL totalt                     | WHL totalt | 182 | 53 | 66 | 119 | 35 | 26 | 9 | 13 | 22 | 17 |